# Malpighia verruculosa
Malpighia verruculosa är en tvåhjärtbladig växtart. Malpighia verruculosa ingår i släktet Malpighia och familjen Malpighiaceae.

## Underarter
Arten delas in i följande underarter:
- M. v. antillana
- M. v. verruculosa